# Річард Кілті
Річард Кілті (англ. Richard Kilty, нар. 2 вересня 1989) — британський легкоатлет, який спеціалізується в спринті, чемпіон світу з бігу на 60 метрів в приміщенні (2014), рекордсмен Європи в естафеті 4×100 метрів. Учасник Олімпійських ігор (2016).
На світовій першості-2019 у Досі став співавтором нового європейського рекорду в естафеті 4×100 метрів (37,36), який дозволив британському квартету спринтерів, у складі якого був і Кілті, здобути срібну нагороду.